# Бойкова, Виктория Владимировна
Виктория Владимировна Бойкова (род. 1989 или 5 января 1989, Листвин, Житомирская область, Украинская ССР) — российская фехтовальщица, паралимпийка. Серебряный и бронзовый призёр летних Паралимпийских игр 2020 в Токио, чемпион и многократный призёр мира и Европы. Заслуженный мастер спорта России.

## Биография и спортивная карьера
Родилась 5 января 1989 года в селе Листвин Житомирского района Украинской ССР, но всё детство и юность провела в России в селе Тверской области. В школьные годы увлекалась волейболом и баскетболом.
В 17 лет в результате ДТП получила перелом позвоночника. Пройдя долгий период реабилитации, оказалась прикованной к инвалидной коляске.
В 2010 году поступила в Московский государственный гуманитарно-экономический университет на специальность «Перевод и переводоведение». Начала заниматься фехтованием в адаптивно-спортивной секции. Стала тренироваться в спортивной организации «Юность Москвы» у заслуженного тренера России Елены Дубковой. Представляет сборную команду Москвы..
На Паралимпиаду 2016 года не смогла попасть из-за санкции в отношении Паралимпийского комитета России.

## Паралимпиада 2020 в Токио
На Паралимпиаде 2020 года завоевала серебро в личном зачёте в категории В. В ней представлены фехтовальщики, у которых нет возможности полностью контролировать туловище или руку для фехтования. Стала бронзовым призёром в командных соревнованиях по фехтованию на шпагах среди лиц с поражением опорно-двигательного аппарата.

## Награды
- Заслуженный мастер спорта России (2017)[1]
- Премия «Серебряная лань» (2017)[3]
- Премия «Возвращение в жизнь» (2016)[4]